# Hohenlohekreis
Hohenlohekreis – powiat w Niemczech, w kraju związkowym Badenia-Wirtembergia, w rejencji Stuttgart, w regionie Heilbronn-Franken. Stolicą powiatu jest miasto Künzelsau.

## Podział administracyjny
W skład powiatu Hohenlohe wchodzi:
- osiem gmin miejskich (Stadt)
- osiem gmin wiejskich (Gemeinde)
- dwie wspólnoty administracyjne (Vereinbarte Verwaltungsgemeinschaft)
- trzy związki gmin (Gemeindeverwaltungsverband)

| Lp. | Nazwa miasta | Ludność (31.12.2010) | Powierzchnia [km²] |
| --- | ------------ | -------------------- | ------------------ |
| 1   | Forchtenberg | 4.980                | 38,07              |
| 2   | Ingelfingen  | 5.691                | 46,48              |
| 3   | Krautheim    | 4.717                | 52,91              |
| 4   | Künzelsau    | 14.822               | 75,17              |
| 5   | Neuenstein   | 6.241                | 47,84              |
| 6   | Niedernhall  | 3.945                | 17,71              |
| 7   | Öhringen     | 22.762               | 67,79              |
| 8   | Waldenburg   | 3.004                | 31,55              |

| Lp. | Nazwa gminy | Ludność (31.12.2010) | Powierzchnia [km²] |
| --- | ----------- | -------------------- | ------------------ |
| 1   | Bretzfeld   | 12.244               | 64,69              |
| 2   | Dörzbach    | 2.424                | 32,36              |
| 3   | Kupferzell  | 5.783                | 54,28              |
| 4   | Mulfingen   | 3.718                | 80,08              |
| 5   | Pfedelbach  | 8.986                | 41,30              |
| 6   | Schöntal    | 5.696                | 81,65              |
| 7   | Weißbach    | 2.112                | 12,77              |
| 8   | Zweiflingen | 1.788                | 32,10              |

| Lp. | Nazwa wspólnoty administracyjnej | Ludność (31.12.2010) | Powierzchnia [km²] | Liczba gmin |
| --- | -------------------------------- | -------------------- | ------------------ | ----------- |
| 1   | Künzelsau                        | 20.513               | 121,65             | 2           |
| 2   | Öhringen                         | 33.536               | 141,17             | 3           |

| Lp. | Nazwa związku gmin  | Ludność (31.12.2010) | Powierzchnia [km²] | Liczba gmin |
| --- | ------------------- | -------------------- | ------------------ | ----------- |
| 1   | Hohenloher Ebene    | 15.028               | 133,67             | 3           |
| 2   | Krautheim           | 10.859               | 165,35             | 3           |
| 3   | Mittleres Kochertal | 11.037               | 68,55              | 3           |